# Vicent Nàcher i Ferrero
Vicent Nàcher i Ferrero (Algemesí, 1967) és un poeta i professor de llengua i literatura. És llicenciat en Filologia Catalana per la Universitat de València.
Obres:
- Primavera de cartons. Alzira: Editorial Germania, 1994.
- Desig o llibre dels abismes. Barcelona: Columna Edicions, 1997.
- La sang dels dies. Pròleg de Vicent Borràs. Alzira: Editorial 7 i Mig, 1998.
- Jardí públic.València: Brosquil Edicions, 2008.
- Un entre tants. Alaquàs: Brosquil Edicions, 2010.
- Alehop! Alzira: Editorial Germania, 2013.[1]
- Les flors que creixen als marges. Alzira: Editorial Neopàtria, 2015.[2]
- Els incendis de l’ànima. Alzira: Editorial Neopàtria, 2017.
- Un tros de cel a les butxaques. Alzira: Editorial Neopàtria, 2019.
- Vent d'absències. Paterna: Editorial La Imprenta CG, 2021.
- Als afores de mi. Cullera: Editorial El Petit Editor, 2023.

Antologies:
- 6 poetes 94. Antologia. Barcelona: Edicions de la Magrana, 1994.
- Poesia Noranta. Barcelona: Editorial Oikos-Tau. 1997.
- 21 poetes del XXI. Una antologia dels joves poetes catalans. Barcelona: Editorial Proa, 2001.

Premis:
- Premi Literari Modest Sabaté de Perpinyà de 1988 per Primavera de cartons.
- Finalista del Premi de Poesia Amadeu Oller de Barcelona de 1994 per La sang dels dies.
- XXè Premi de Poesia Marià Manent de Premià de Dalt de 1996 per Desig o llibre dels abismes.